# 陈华堂
陈华堂（1911年—1983年），湖北天门人，中国人民解放军将领、中国人民解放军少将。
毕业于高等军事学院。曾任中国人民解放军南京军区防空军司令员。1958年，接替聂凤智，担任南京军区空军司令员。1962年，由聂凤智接任。1955年，授中国人民解放军少将军衔。